# Oštri Vrh
Oštri Vrh je naseljeno mjesto u Republici Hrvatskoj u općini Staro Petrovo Selo u Brodsko-posavskoj županiji.

## Župna crkva
U Oštrom Vrhu se nalazi kapela Svetog Vida, naselje pripada župi sv. Antuna Padovanskoga iz Starog Petrovog Sela, dio je Novokapelačkog dekanata Požeške biskupije.

## Zemljopis
Oštri Vrh se nalaze na južnim padinama Požeške gore, istočno od Nove Gradiške, 2 km sjeverno od Starog Petrovog Sela, susjedna naselja su Starci na sjeveroistoku, Tisovac na sjeverozapadu, Gunjavci na zapadu,  Vladisovo na sjeveru te Godinjak na jugu.

## Povijest
Posjed Oštri Vrh spominje se 1412. u imenu pridjevku susjednog plemića. Ne spominje se u komorskom popisu 1698. godine.
Srednjovjekovni posjednici toga sela vjerojatno su potekli od jobagiona grada Požege. Oni su se poslje, upravo po tom posjedu, nazivali plemićima Oštrovrškim.
Kad su Turci poslije 1530. godine osvojili oštrovrško žemljiste, ubrzo su uvidjeli važnost položaja Oštroga Vrha pa su ga odlućili dobro utvrditi. 1544. godine podizaju oštrovrsku utvrd, ali nakon kratkog vremena provalili su krajiški vojnici prema Cerniku, te su tom prilikom razrušili započetu utvrdu. Poslije su Turci tu utvrdu ipak dovršili, ali im ona nije mnogo pomogla u godinama rata za oslobođenje Slavonije.
Nakon poraza Turaka u Slavoniji 1684.godine traju borbe sve do 1691. Oslobodilačke carske jedinice su izvodili pljačke, nakon ćege se štanovnistvo povlaci u Bosnu. Ovaj teror potrajao je do 1715.
U opustjela područja naseljavaju hrvatsko i srpski štanovnistvo iz Bosne (Povrbasja), Banije, Like i Korduna.
Godine 1730. selo je imalo oko 10 kuća. Napominje se kako na brežuljku blizu sela, među vinogradima, postoje ruševine crkve sv. Ladislava. Godine 1746. selo ima 12 kuća i 50 stanovnika.
Iz izvještaja upravatelja vlastelinsva, Georg Xavery Störr, 15. studenoga 1736 selo ima 17 kuca. Očevi porodica su: 
Andria Romzeviz, Matho Pejakoviz, Lovro Samardziz, Pejo Glissuriz, Djuka Glissuriz, Martin Dobriziz, Matho Samardziz, Mathan Thadianoviz, Augustin Dobriziz, Matho Kekelia, Luca Rakitshiz, Pavo Jelliz, Perno Pavloviz, Jure Kasalo, Parthol Karakas, Jurica Dobriziz, Misco Romzeviz, Simo Gregoritsh
Godine 1750. Oštri Vrh je imao 13 kuća, 18 obitelji i 115 stanovnika. Kućedomaćini su bili:
Juro Jerić, Andrija Tabretić, Bartol Kovaćević, Juro Vrešanović, Matija Budin, Tomo Dabretić, Ilija Tadianović (1697 - 03.03.1767), Ivan Šumagaj, Ivan Tružić, Jeronim Romćević, Jakov Peaković, Stjepan Jakobović i Mato Maistrović.
Izvješće 1765. napominje kako je nedavno pored sela od greda sagrađena kapela sv. Ladislava s korom, zvonikom i zvonom. Oko kapele bilo je groblje. Danas se to groblje s temeljom kapele nalazi iznad Vladosova s koordinatima 45°15'40.87N 17°32'5.06E i naziv te čestice 450/1 je pašnjak u papinki ili popinka.
Godine 1769. selo je imalo 13 kuća, 27 obitelji i 131 stanovnika.
Na vojnom zemljovidu iz 1780., 12 kuća uvrstano je u jednom redu. "Ovdašnji potok Ladnica - stoji u opisu - koji izvire ispod brijega Maksimov hrast u obližnjoj brdovitoj šumi... prohodan je isključito na prolaznim putovima kroz šumu nizvodno do sela (...) Strmim dolinskim brežuljkom, koji dominira nad selom i donjim krajem prema Petrovu Selu, opet dominira brdo Sokol, s kojeg se u pravcu juga pruža širok pogled na udaljene krajeve..."

## Stanovništvo
Oko 1800. selo je imalo 116, 1837. 113 katolika, 1857. 89, 1890. 168, 1931. 236, 1953. 310, a 1991. 226 stanovnika.
Koncem XIX. i početkom XX.st. u selo se doseljavalji Gorani i Ličani tako da su oni činili većinu.
Prema popisu stanovništva iz 2011. godine Oštri Vrh je imalo 162 stanovnika. 
| broj stanovnika | 89    | 95    | 121   | 168   | 158   | 222   | 234   | 236   | 316   | 310   | 289   | 271   | 257   | 226   | 203   | 162   | 135   |
|                 | 1857. | 1869. | 1880. | 1890. | 1900. | 1910. | 1921. | 1931. | 1948. | 1953. | 1961. | 1971. | 1981. | 1991. | 2001. | 2011. | 2021. |

## Vanjske poveznice
- O Oštrom Vrhu na službenim stranicama Općine Staro Petrovo Selo[neaktivna poveznica]